# Deutschdemokratische Partei
Die Deutschdemokratische Partei war eine Vereinigung deutschnationaler Parteien und des Kärntner Bauernbundes in der Provisorischen Kärntner Landesversammlung. Sie war mit mehreren Mitgliedern in der bis 1921 amtierenden Landesregierung Lemisch I vertreten. Mit anderen Parteien gleichen Namens, die beispielsweise bei der Landtagswahl in der Steiermark 1919 antraten, steht sie institutionell nicht in Verbindung.

## Hintergrund
In den letzten Jahrzehnten des 19. Jahrhunderts entwickelte sich eine kleinteilige Landschaft politischer Vereine, aus denen sich langsam das sogenannte Dritte Lager herauskristallisieren sollte. Neben generell deutschnationalen Ansichten spielte auch der Bezug zur lokalen Bevölkerung eine große Rolle. Viele Akteure waren gleichzeitig Mitglied einer deutschnationalen Partei und des in Kärnten schon 1886 gegründeten Bauernbundes. Bei der Reichsratswahl 1911 trat der Bauernbund gemeinsam mit der Deutschen Volkspartei und kleineren deutschnationalen Splittergruppen unter dem Namen Deutscher Nationalverbund (Deutsche Agrarpartei) an und erreichte dabei acht der zehn in Kärnten zu vergebenden Mandate. Eine beständige Kooperation zwischen den einzelnen Gruppierungen wurde jedoch nicht erreicht. Als sich am 11. November 1918 unter der Bezeichnung Provisorische Landesversammlung ein erster Kärntner Landtag mit 58 Abgeordneten konstituierte, waren neben dem Bauernbund mit 14 Abgeordneten gleich drei deutschnationale Gruppen vertreten: die Deutsche Volkspartei (auch: Deutscher Volksverein für Kärnten, sechs Abgeordnete), der Verein der Alldeutschen (5 Abgeordnete) und der Völkisch-soziale Verband "Deutsche Einheit" (eine Villacher Regionalpartei mit zwei Abgeordneten).

## Entwicklung im Landtag
- SDAP: 18
- CS: 11
- Militärische Abgeordnete: 2
- DDP/KBB: 27

Am 19. November 1918, nur acht Tage nach Konstituierung der Landesversammlung, beschlossen die Vertreter des Bauernbundes und der drei deutschnationalen Parteien, sich unter dem Namen Deutschdemokratische Partei zusammenzuschließen. Zum Obmann dieses Parteienverbundes wurde Fritz Dörflinger von der Deutschen Volkspartei gewählt. Der Bauernbund blieb vorläufig als eigenständige Organisationseinheit bestehen, die deutschnationalen Parteien wurden hingegen vollständig eingegliedert. Im Verbund war man so mit 27 von 58 Abgeordneten stärkste Kraft – die Christlichsoziale Partei stellte elf Abgeordnete, die SDAP 18, zwei weitere Abgeordnete waren parteifreie Vertreter des Militärs. Als Obmann war es Dörflingers Aufgabe, ein gemeinsames Parteiprogramm zu entwickeln. Im zehnköpfigen Landesausschuss (ein Gremium, das den Vorgänger der Landresräte bildete, jedoch auch den Landeshauptmann und seine Stellvertreter wählte) waren man durch Hans Angerer (vormals Alldeutsche Partei) sowie durch die Bauernbündler Alois Hönlinger, Franz Kirschner, Vinzenz Schumy und den Landesverweser (= Landeshauptmann) Arthur Lemisch vertreten. Nach dem Tod Hönlingers im Mai 1920 wurde seine Position durch Fritz Dörflinger nachbesetzt. Dörflinger, der seine Obmannschaft in Zusammenhang mit dem Ereignissen rund um den Kärntner Abwehrkampf offenbar ruhend gestellt hatte, war auf einem Parteitag im April einstimmig wiedergewählt worden.
Wichtigstes Kommunikationsorgan der Partei war die Zeitung Freie Stimmen, die etwa ab 1920 unmittelbar mit der Parteiführung verknüpft war.
Wie in den anderen Bundesländern sollten 1919 auch in Kärnten Wahlen stattfinden. Aufgrund des Konfliktes mit Jugoslawien fanden diese letztlich erst 1921 statt. Im Vorfeld dieser Landtagswahl 1921 zerbrach die Deutschdemokratische Partei schließlich – der Bauernbund hatte sich seiner vollständigen Eingliederung widersetzt und trat stattdessen einem Wahlbündnis mit der inzwischen aufgekommenen Deutschen Nationalsozialistischen Arbeiterpartei bei. Der verbliebene Rest der Deutschdemokratischen Partei kandidierte daraufhin mit Dörflinger als Spitzenkandidat für die Großdeutsche Volkspartei. Die Partei errang bei der Wahl 11,32 % bzw. 4 Mandate im nun 42 Sitze zählenden Kärntner Landtag. Die höchste Zustimmung erhielt man mit 32,47 % in Dörflingers Heimatstadt Klagenfurt, dieser bekleidete in der folgenden Landesregierung Gröger weiterhin den Posten eines Landesrates.

## Positionen
Die Deutschdemokratische Partei vertrat eine konsequent deutschnationale, d. h. gegen die Bedingungen des Vertrages von Saint-Germain und auf den Anschluss Österreichs an Deutschland ausgerichtete Position. In der Vereinigung der beiden Staaten sah man den einzigen Ausweg aus den wirtschaftlichen und gesellschaftlichen Problemen der Zeit. Anders jedoch als Georg von Schönerers Alldeutsche Bewegung und spätere radikal deutschnationale Gruppierungen wie die Hitlerbewegung blieb die Deutschdemokratische Partei in der kurzen Zeit ihres Bestehens den demokratischen Prinzipien der jungen Republik verbunden. Der Antisemitismus nahm jedoch bereits breiten Raum in der Partei ein. In einer Erklärung ihres Programmes für die 1919 geplante Wahl verlautbarte die DDP als ersten Punkt Folgendes:

„Die Deutschdemokratische Partei steht auf völkischer Grundlage, sie will unser geliebtes deutsches Volkstum nicht nur nach außenhin tatkräftig vertreten und es im friedlichen Wettstreite der Arbeit zu neuer Blüte bringen, sondern es auch im Inneren rein und unverfälscht erhalten und vor fremden schädigenden Einflüssen bewahren, vor allem vor dem alles zersetzenden Semitengeiste, welcher heute gefährlicher als je zuvor unser ganzes staatliches Leben in Politik, Wirtschaft und Kultur zu beherrschen und zu vergiften sucht. Die Deutschdemokratische Partei ist daher eine entschieden antisemitische und der Kampf gegen die Fremdherrschaft des Judentums in unserer jungen Republik bildet einen ihrer wichtigsten Programmpunkte“